# Джонсон, Пол
Пол Джонсон (англ. Paul Johnson, полное имя англ. Paul Bede Johnson; 2 ноября 1928[…], Манчестер — 12 января 2023, Лондон) — английский писатель и спичрайтер, журналист-католик.
В начале своей карьеры он придерживался левых взглядов, но в дальнейшем перешёл на консервативную позицию. Пол Джонсон — популярный историк, автор более 40 книг.

## Начало карьеры
В 1952 г., будучи корреспондентом в Париже, Пол Джонсон критиковал действия полиции при подавлении протестов. Однако, вернувшись в 1955 г. в Лондон, он стал отходить от либерализма и всё больше склоняться к консерватизму. В частности, он предупреждал об «угрозе битлизма» (англ. The Menace of Beatlism):

«Подросток приходит не столько слушать [музыку], сколько участвовать в ритуале, в коллективном поклонении божествам, слепым и пустым. „Во время представления, — написал один обозреватель, — невозможно было услышать ничего кроме визга, если не считать ритма, отбиваемого Ринго на барабанах“. Вот подлинно „новое культурное течение“ — музыка, которую не только нельзя услышать, но и не нужно слышать».
Оригинальный текст (англ.)The teenager comes not to hear but to participate in a ritual, a collective grovelling to gods who are blind and empty. “Throughout the performance,” wrote one observer, “it was impossible to hear anything above the squealing except the beat of Ringo’s drums.” Here, indeed, is “a new cultural movement”: music which not only cannot be heard but does not need to be heard.

О молодёжи, которая слушает подобную музыку, Джонсон отозвался так:

«Прежде чем меня объявят этаким устаревшим консерватором, давайте-ка остановимся на секунду и внимательно посмотрим, что имеется в виду под этой самой „молодёжью“. По обоим телеканалам каждую неделю идут телепередачи, где подросткам проигрываются поп-пластинки, которые затем обсуждаются. Пока исполняется музыка, камеры медленно и беспристрастно показывают лица публики. Какую же бездонную пропасть пустоты они выражают! Громадные лица, распухшие от дешёвых сладостей и намазанные косметикой из сетевых магазинов, отвисшие челюсти и стеклянные глаза, разбитые каблуки-шпильки: вот поколение, порабощённое коммерческой машиной. Над этим образом „молодёжи“, очевидно, работают некие ушлые пожилые люди».
Оригинальный текст (англ.)Before I am denounced as a reactionary fuddy-duddy, let us pause an instant and see exactly what we mean by this “youth”. Both TV channels now run weekly programmes in which popular records are played to teenagers and judged. While the music is performed, the cameras linger savagely over the faces of the audience. What a bottomless chasm of vacuity they reveal! The huge faces, bloated with cheap confectionery and smeared with chain-store makeup, the open, sagging mouths and glazed eyes, the broken stiletto heels: here is a generation enslaved by a commercial machine. Behind this image of “youth”, there are, evidently, some shrewd older folk at work.

Этим молодым людям, которые, по его словам, «кучкуются возле „Битлз“, кричат до истерии» и являются «наиболее несчастными представителями своего поколения, скучными, ленивыми, неудачниками» Джонсон противопоставил других молодых людей:

«…юноши и девушки, которые станут настоящими лидерами и созидателями завтрашнего общества, никогда не пойдут на поп-концерт. Проще говоря, им некогда. Они занимаются самообразованием. Они впитывают культуру, которая, несмотря на „битлизм“ или любой другой производимый для масс умственный наркотик, продолжит формировать нашу цивилизацию».
Оригинальный текст (англ.)...the boys and girls who will be the real leaders and creators of society tomorrow – never go near a pop concert. They are, to put it simply, too busy. They are educating themselves. They are in the process of inheriting the culture which, despite Beatlism or any other mass-produced mental opiate, will continue to shape our civilisation.

Алан Уоткинс, политический обозреватель и бывший коллега Джонсона, утверждал в газете «Гардиан» (англ. The Guardian), что последний — центральная фигур среди патерналистских консерваторов, порвавших в своё время с левизной.

## Тэтчеризм
В 1970-е Пол Джонсон начал писать ещё более правые статьи и книги, в которых выступал против профсоюзного движения, описывая его как насильственное и нетолерантное, называя членов профсоюзов «фашистами». Также он начал выступать в поддержку неолиберальной политики будущего премьер-министра Великобритании Маргарет Тэтчер: самоустранение государства из экономики и снижение налогообложения.
После победы Тэтчер на выборах в 1976 г. Джонсон стал одним из её ближайших советников и спичрайтером.

## Творчество
В своих статьях и книгах Джонсон критикует современность за недостаток морали; рассматривает приверженцев дарвиновской теории эволюции как адвокатов атеизма и сторонников биотехнологических экспериментов. В результате объектом нападок Джонсона стал знаменитый учёный и атеист Ричард Докинз. Пол Джонсон является консервативным католиком и выступает против атеизма.
Его почитают консерваторы в США и других странах за решительный антикоммунизм. Джонсон оправдывал действия Ричарда Никсона во время Уотергейтского скандала, считая его действия значительно менее отвратительными, чем лжесвидетельство Билла Клинтона и Оливера Норта в Ирангейтском скандале. В своей журналистской колонке Джонсон защищал своего друга-консерватора Джонатана Эткина, обвинённого в лжесвидетельствовании, и выражал восхищение генералом Франко. При этом подвергал критике европейские страны, в частности Францию, за недемократичность.
Г. Гусейнов называл его автором, "возможно, лучшей из написанных во второй половине XX в. биографий Сократа".